# Nouvelle Génération
Pour les articles homonymes, voir Nouvelle génération.
Nouvelle Génération (Nothing Important Happened Today) est un double épisode constituant les 1er et 2e épisodes de la saison 9 de la série télévisée X-Files. Dans cet épisode, qui fait partie de l'arc mythologique de la série, Scully, Doggett et Reyes enquêtent sur une contamination de l'eau potable et sont confrontés aux super-soldats.
L'épisode est marqué par l'apparition au générique d'Annabeth Gish et de Mitch Pileggi. Il a obtenu des critiques mitigées.

## Résumé

### Première partie
À Baltimore, Carl Wormus, un cadre supérieur de l'EPA, est tué par une femme qui le noie après avoir précipité leur voiture dans la baie de Chesapeake. Plus tard, cette femme refait surface dans une station d'épuration et tue un employé. Pendant ce temps, Skinner et Scully tentent de dissuader Doggett de poursuivre son enquête sur Alvin Kersh. Le directeur adjoint Brad Follmer, que Kersh a chargé de contrôler les actions de Doggett, présente à Reyes des preuves selon lesquelles aucun des événements survenus la nuit où le bébé de Scully est né ne se sont produits. Doggett veut demander conseil à Mulder mais celui-ci a disparu dans la nature et Scully refuse de lui dire où il est allé.
Scully est témoin pour la première fois des capacités paranormales de son fils, qui fait bouger le mobile de son berceau sans le toucher. De son côté, Reyes est mise sur la piste de la mort de Wormus par un indicateur anonyme. Doggett et Reyes demandent l'aide de Scully et des Lone Gunmen pour leur enquête sur la mort de Wormus. Le cadavre de Wormus est plus tard enlevé par sa meurtrière, qui s'avère être Shannon McMahon, une ancienne militaire que Doggett a côtoyé. Follmer accuse Doggett et Reyes d'être les responsables de la disparition du corps. Les Lone Gunmen découvrent que Wormus et l'employé de la station d'épuration étaient liés. Doggett trouve ainsi à la station des dossiers sur un produit chimique entraînant des mutations mais doit se cacher dans une cuve à l'arrivée de Follmer. Il est alors maintenu sous l'eau par McMahon et perd conscience.

### Deuxième partie
McMahon maintient Doggett en vie sous l'eau en lui faisant du bouche-à-bouche. Doggett se réveille chez lui, et McMahon lui apprend qu'elle et Knowle Rohrer ont subi des expériences qui les ont transformés en super-soldats indestructibles. Contrairement à Rohrer, elle déteste son état et demande l'aide de Doggett afin de mettre fin à ce programme qui prend de l'ampleur. Après l'arrivée de Reyes et de Scully chez Doggett, McMahon leur explique qu'un additif doit être ajouté dans l'eau potable avec pour but de transformer les bébés en une nouvelle génération de super-soldats. Elle a tué Wormus et l'employé de la station car ils étaient impliqués dans cette affaire. Scully et Reyes ont toutefois des doutes sur l'histoire de McMahon. Doggett est plus tard suspendu pour insubordination par Kersh et Follmer. Pendant ce temps, un navire sur lequel est installé un laboratoire secret dans lequel l'additif est mis au point arrive à Baltimore. Son capitaine cherche à joindre Wormus, tandis que Rohrer tue son second et se présente comme son remplaçant.
Reyes cherche des renseignements sur McMahon, et les Lone Gunmen interceptent en sa présence un nouvel appel du capitaine à Wormus. Reyes découvre ainsi que McMahon a tué Wormus et l'employé car ils cherchaient à dévoiler le programme avec l'aide du capitaine. Celui-ci cherche à s'emparer de l'additif mais est tué par Rohrer. Doggett, Reyes et Scully arrivent sur le port et sont confrontés à Rohrer. Ce dernier est sur le point de tuer Doggett mais en est empêché par McMahon. Rohrer et McMahon finissent par tomber tous deux dans les eaux du port. Doggett, Reyes et Scully montent à bord du navire mais sont forcés de le quitter lorsque Doggett trouve une bombe sur le point d'exploser. Doggett découvre ensuite que c'est Kersh qui les avait mis sur la piste de cette affaire et que c'est Scully qui a persuadé Mulder de passer dans la clandestinité afin de protéger leur enfant. Il est réintégré dans ses fonctions.

## Distribution
- Gillian Anderson : Dana Scully
- Robert Patrick : John Doggett
- Annabeth Gish : Monica Reyes
- Mitch Pileggi : Walter Skinner
- James Pickens Jr. : Alvin Kersh
- Lucy Lawless : Shannon McMahon
- Bruce Harwood : John Fitzgerald Byers
- Tom Braidwood : Melvin Frohike
- Dean Haglund : Richard Langly
- Cary Elwes : Brad Follmer
- Nicholas Walker : Carl Wormus (première partie seulement)
- Sheila Larken : Margaret Scully (première partie seulement)
- Adam Baldwin : Knowle Rohrer (deuxième partie seulement)
- Ryan Cutrona : le capitaine du navire (deuxième partie seulement)
- Jeff Austin : le docteur Nordlinger (deuxième partie seulement)

## Production
Le générique de la série subit d'importantes modifications à l'occasion de cet épisode et les noms d'Annabeth Gish et de Mitch Pileggi y sont ajoutés tandis que celui de David Duchovny disparaît. L'épisode est aussi marqué par la première apparition du personnage de Brad Follmer, nommé ainsi d'après l’adjoint à la rédaction de Chris Carter. Lucy Lawless, dont la série qui l'a rendue célèbre, Xena, la guerrière, vient alors de se terminer, est engagée pour un rôle important. Son personnage devait initialement réapparaître dans le final de la série, La vérité est ici, mais la grossesse de l'actrice, survenue entretemps, empêche ce retour de se produire.
La tagline habituelle du générique, The Truth Is Out There, est transformée pour la deuxième partie de l'épisode en Nothing Important Happened Today (« Rien d'important ne s'est produit aujourd'hui »), une phrase que le roi George III est censé avoir écrite dans son journal le jour de la déclaration d'indépendance des États-Unis.

## Accueil

### Audiences
Lors de sa première diffusion aux États-Unis, la première partie de l'épisode réalise un score de 6,5 sur l'échelle de Nielsen, avec 10 % de parts de marché, et est regardée par 10,60 millions de téléspectateurs. La deuxième partie obtient quant à elle un score de 5,9, avec 9 % de parts de marché, et est suivie par 9,40 millions de téléspectateurs.

### Accueil critique
L'épisode reçoit un accueil mitigé de la critique. Parmi les critiques positives, Daryl Miller, du Los Angeles Times, estime que cet épisode, au « scénario subtil et à l'interprétation solide » est très divertissant, particulièrement la deuxième partie. John Keegan, du site Critical Myth, donne respectivement aux deux parties les notes de 6/10 et de 9/10. Ken Tucker, d'Entertainment Weekly, lui donne la note de B+.
Du côté des critiques négatives, Todd VanDerWerff, du site The A.V. Club, donne respectivement aux deux parties les notes de C- et C. Dans leur livre sur la série, Robert Shearman et Lars Pearson lui donnent la note de 1/5. Le site Le Monde des Avengers lui donne la note de 1/4.